# 7. Luftwaffen-Felddivision
Die 7. Luftwaffen-Felddivision war ein militärischer Verband der Wehrmacht während des Zweiten Weltkrieges. 

## Geschichte

### Aufstellung
Sie wurde im  September 1942 unter dem Kommando des XIII. Fliegerkorps aus überschüssigem Personal der Luftwaffe auf dem Truppenübungsplatz Groß Born in Pommern aufgestellt.

### Verlegung an die Ostfront
Ende November 1942 im südlichen Abschnitt der deutsch-sowjetischen Front zum Einsatz. 

### Vernichtung
Nachdem sie während der Kämpfe am Tschir im Verband des XXXXVIII. Panzerkorps fast vollständig aufgerieben worden war, wurde die Division nach den allgemeinen Rückzug im Mai 1943 schließlich aufgelöst.

### Verwendung der Reste der Division
Die Soldaten der Division, welche der Vernichtung des Verbandes entkommen waren, kamen zur 15. Luftwaffen-Felddivision.

## Kommandeure
- Generalmajor Freiherr Wolf von Biedermann (9. Oktober – 28. November 1942)
- Oberst August Klessmann (28. November 1942 – 3. Januar 1943)
- Generalleutnant Willibald Spang (3. Januar – Februar 1943)